# Донской (Кемеровская область)
Донской — посёлок в Яйском районе Кемеровской области России. Входит в состав Китатского сельского поселения.

## География
Посёлок находится в северной части области, на правом берегу реки Донская, вблизи места впадения её в реку Яя, на расстоянии примерно 35 километров (по прямой) к юго-юго-западу (SSW) от районного центра посёлка городского типа Яя. Абсолютная высота — 204 метра над уровнем моря.
Часовой пояс
Посёлок Донской, как и вся Кемеровская область, находится в часовой зоне МСК+4. Смещение применяемого времени относительно UTC составляет +7:00.

## История
Населённый пункт был основан в 1906 году. По данным 1926 года имелось 9 хозяйств и проживал 51 человек (в основном — русские).
В административном отношении Донской входил в состав Борисовского сельсовета Тайгинского района Томского округа Сибирского края.

## Население
| 2010 |
| ---- |
| 19   |

Половой состав
По данным Всероссийской переписи населения 2010 года в гендерной структуре населения мужчины составляли 36,8 %, женщины — соответственно 63,2 %.
Национальный состав
Согласно результатам переписи 2002 года, в национальной структуре населения русские составляли 100 % из 68 чел.